# Прокопе, Сату
Сату Шарлотта Прокопе (урожд. Эстринг; род. 1947) — финская модель, мисс Финляндия 1966 года. Имеет степень магистра политических наук. Была замужем за акушером-гинекологом, Берндтом-Йоханом Прокопе. В 1978 году Эстринг привлекла внимание общественности после танца с Урхо Кекконеном на президентском приёме.
В конце 1990-х годов Прокопе несколько лет работала главой волости Уукуниеми. Ушла в отставку в марте 2000, заявив: «Моя задача выполнена». Была кандидатом в парламент Финляндии и в парламент ЕС от партии Финляндский центр.